# Eyes That Kiss in the Corners
Eyes That Kiss in the Corners là một cuốn sách tranh năm 2021 của Joanna Ho và là tác phẩm đầu tay của cô, xuất bản bởi HarperCollins vào ngày 5 tháng 1 năm 2021, trong đó Ho muốn thể hiện vẻ đẹp của đôi mắt Á Đông cũng như cho thấy rằng ai cũng xinh đẹp. Một cuốn sách nối tiếp có tựa đề Eyes That Speak to the Stars đã được xuất bản sau đó vào tháng 2 năm 2022.

## Nội dung
Một bé gái người Mỹ gốc Hoa thấy rằng đôi mắt của mình không giống với những người xung quanh. Cô nghĩ đến đôi mắt của các thành viên trong gia đình, chẳng hạn như đôi mắt của mẹ cô lấp lánh như ánh sáng mặt trời và đôi mắt của bà cô có khả năng nhìn thấu trái tim cô mặc dù đôi mắt của bà không còn hoạt động tốt như trước. Các chi tiết về văn hóa và cảnh quan Trung Quốc cũng xuất hiện trong câu chuyện.

## Xuất bản

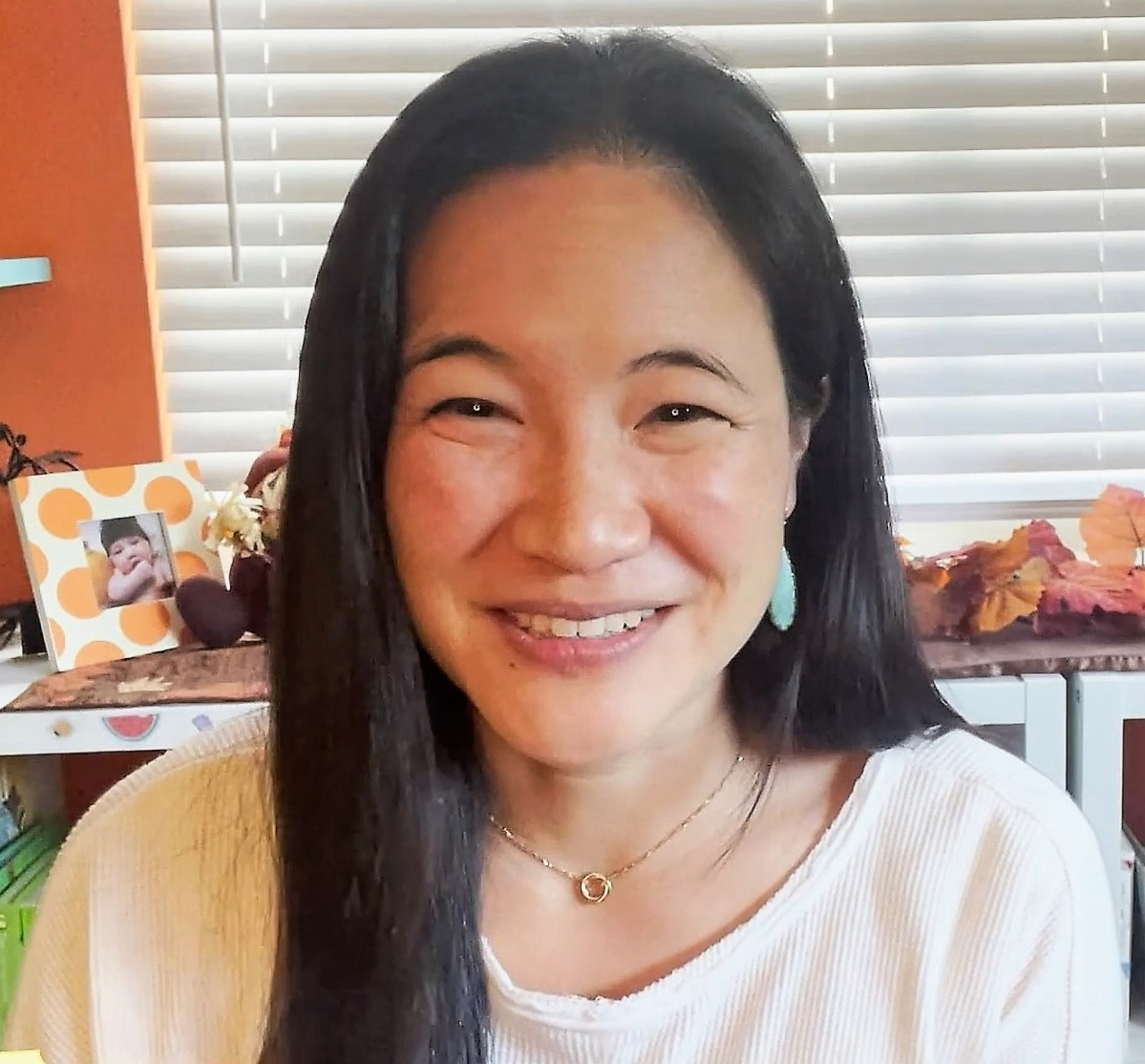
Tác giả Joanna Ho vào năm 2021.

Ho muốn xuất bản một cuốn sách tranh cho thấy khía cạnh khác của vẻ đẹp không được đề cập đến trên các phương tiện truyền thông phương Tây, vốn có xu hướng tập trung vào một cái nhìn "hạn hẹp" về cái đẹp. Cô muốn viết câu chuyện thành một cuốn sách tranh, trong đó không chỉ thể hiện vẻ đẹp hình thể của đôi mắt người Á Đông mà còn là sức mạnh có thể tạo ra những thay đổi trên thế giới. Ho đã chỉnh sửa hoàn thiện cuốn sách trong nhiều năm và Dung Ho của HarperCollins phụ trách các bức vẽ minh họa trong truyện. Sau khi xuất bản tháng 1 năm 2021, 8.000 bản in đã được bán ra trong tuần đầu tiên phát hành. Theo báo cáo của NPD BookScan vào tháng 2 năm 2021, đã có 21.000 cuốn sách được bán ra.
Thời điểm bản thảo đầu tiên ra đời là khi cô mang thai một bé gái và có cậu con trai hai tuổi. Cô cũng là phó hiệu trưởng của một trường trung học. Ho nói, "Cuối cùng, đây không chỉ là câu chuyện về ngoại hình, mà còn là câu chuyện về cách ngoại hình được tiếp nối và những gì chúng có thể đại diện: gia đình, lịch sử, văn hóa, các mối quan hệ, tình yêu". Clarissa Wong, người biên tập tác phẩm, nói rằng cô ước mình có cuốn sách khi còn nhỏ và cho biết bản thân từng không chấp nhận đôi mắt của mình cho đến khi ngoài 20 tuổi. Wong nói rằng cuốn sách dành cho mọi đối tượng vì nó thúc đẩy sự chấp nhận của những định nghĩa khác nhau về cái đẹp và rằng "đây là một trong những cuốn sách mà tôi mua được nhanh nhất, từ xuất hiện trong hộp thư đến mua lại cuốn sách và đưa ra lời đề nghị". Trước đây, Ho liên tục bị từ chối bản thảo và người đại diện của cô, Caryn Wiseman, đã khuyên cô nên duy trì sự lạc quan. Một cuốn sách nối tiếp có tựa đề Eyes That Speak to the Stars đã được xuất bản sau đó vào ngay 15 tháng 2 năm 2022.

## Tiếp nhận
Michael Genhart của New York Journal of Books nhận xét đây là "cuốn sách tuyệt đẹp với một thông điệp đầy cảm hứng: hãy trân trọng sự độc đáo của bản thân, các mối quan hệ xung quanh và vị trí của bạn trên thế giới này". Mary Lanni, viết cho tạp chí School Library Journal, đã đánh giá cuốn sách "Được ghép nối chuyên nghiệp, văn bản và tranh vẽ bổ trợ lẫn nhau một cách tuyệt vời, là một cuốn sách quan trọng cho mọi thư viện phục vụ trẻ nhỏ và gia đình".